# Andrei Girotto
Andrei Girotto (Bento Gonçalves, 17 febbraio 1992) è un calciatore brasiliano, centrocampista dell'Al-Taawoun.

## Biografia
Nato a Bento Gonçalves, in Brasile, ha origini italiane.

## Caratteristiche tecniche
Cresciuto come mediano, durante la sua militanza al Nantes è stato spostato nel ruolo del difensore centrale. È dotato di una struttura fisica longilinea di un buon posizionamento in campo che lo predilige nei contrasti e negli anticipi.

## Carriera

### Inizi e vari prestiti
Dopo aver iniziato a giocare a livello dilettantisco con Metropolitano, Hercílio Luz e Tombense, nel 2013 viene acquistato a titolo temporaneo dall'América-MG, con cui in due stagioni totalizza 64 presenze e nove reti in Série B.
Nel 2015 viene ceduto nuovamente in prestito, stavolta al Palmeiras con cui riesce a debuttare nel massimo campionato brasiliano il 2 luglio dello stesso anno contro la Chapecoense (vittoria 2-0).
Dopo aver concluso la stagione al Palmeiras con 12 presenze, una rete ed un trofeo conquistato la coppa nazionale, nel 2016 lascia il Brasile accasandosi, sempre a titolo temporaneo, al Kyoto Sanga in J2 League con cui prende parte a 37 partite segnando 5 reti. Nel gennaio 2017 viene mandato in prestito alla Chapecoense, in cerca di rinforzi dopo l'incidente aereo del Volo LaMia 2933 che è costato la vita a diversi componenti della squadra nel novembre precedente. Il 16 marzo seguente debutta in Copa Libertadores e contestualmente con la maglia del verdão do oeste nella sconfitta casalinga per 1-3 contro il Lanús e tre giorni dopo trova le prime tre reti con la nuova maglia, con una tripletta ai danni del Tubarão in una partita del campionato Catarinense.
Tra aprile e maggio disputa entrambe le gare di andata e ritorno contro l'Atlético Nacional valide per la Recopa Sudamericana (persa con un punteggio cumulativo di 5-3), ottenendo anche un cartellino rosso nella gara di ritorno dell'11 maggio; mentre tre giorni dopo, il 14 maggio, debutta in campionato contro il Corinthians (1-1). Il 15 giugno segna la prima rete in occasione della gara contro il Vasco da Gama vinta 2-1 dal chape, mentre il 29 dello stesso mese debutta in Copa Sudamericana nella sconfitta esterna per 1-0 contro gli argentini del Defensa y Justicia
Conclude l'esperienza con i biancoverdi totalizzando sei reti in 40 presenze e vincendo il campionato statale.

### Nantes
Messosi in mostra nei sette mesi precedenti con la Chapecoense, il 12 agosto 2017 approda in Europa accasandosi al Nantes, con cui firma un contratto triennale. Voluto dall'allenatore Claudio Ranieri come sostituto dell'uscente Guillaume Gillet, complice anche l'infortunio del titolare Valentin Rongier, il 19 agosto debutta con la maglia dei canarini alla prima occasione utile contro il Troyes. Durante la prima parte della stagione riesce a trovare continuità e titolarità, trovando anche la prima rete il 16 settembre contro il Caen (1-0) con un tiro da 30 metri, tuttavia con il ritorno dall'infortunio di Rongier e le crescenti buone prestazioni dei compagni Abdoulaye Touré e Rene Krhin perde il posto da titolare, giocando soltanto un'altra partita ad ottobre negli ottavi di Coupe de la Ligue contro il Tours (vittoria 3-1).
La stagione successiva con l'arrivo in panchina del bosniaco Vahid Halilhodžić trova più spazio, nonostante ciò durante l'anno è fortemente criticato dai tifosi canarini a causa dei troppi cartellini rossi presi in stagione. La situazione migliora nella stagione 2018-2019 con l'arrivo di Christian Gourcuff che lo impiega come difensore centrale assieme al francese Nicolas Pallois, con la quale forma una coppia capace di mantenere la porta inviolate per cinque giornate consecutive durante l'arco della stagione, contribuendo al 12º posto finale in campionato.
Nelle stagioni seguenti, come difensore, ottiene un 13º posto nel 2019-2020 e una salvezza raggiunta dopo lo spareggio promozione-retrocessione contro il Tolosa nel 2020-2021, proprio in quest'ultima stagione con l'arrivo di Antoine Kombouaré nella panchina dei canarini torna a giocare nel suo ruolo naturale, alternandosi tra i due ruoli, e raggiungendo inoltre quota 100 presenze in Ligue 1 con il Nantes in occasione della gara del 25 aprile 2021 contro il Strasburgo.
Nella stagione 2021-2022, sempre da titolare inamovibile, contribuisce alla vittoria del primo trofeo in maglia gialloverde, la coppa di Francia contro il Nizza, e del raggiungimento del nono posto in classifica finale. Figura anche tra i migliori marcatori stagionali, nonché primo tra quelli del suo reparto, con sei gol totali. Il 31 luglio 2021, in avvio della stagione 2022-2023, grazie alla precedente vittoria della coppa nazionale gioca la sua prima Supercoppa francese, persa poi contro il Paris Saint-Germain con il risultato di 4-0. Il successivo 8 settembre debutta anche nelle competizioni confederali europee, in occasione della gara casalinga di UEFA Europa League vinta per 2-1 sull'Olympiacos.

### Al-Taawoun
Il 6 agosto 2023 lascia la Francia dopo sei stagioni e si trasferisce a titolo definitivo all'Al-Taawoun per 4 milioni di euro.
Il 13 agosto successivo debutta nella massima serie saudita, segnando il gol del definitivo 1-1 nella gara della 1ª giornata contro l'Al-Fateh.

## Statistiche

### Presenze e reti nei club
Statistiche aggiornate al 27 giugno 2025.
| Stagione             | Squadra              | Campionato           | Campionato | Campionato | Coppe nazionali | Coppe nazionali | Coppe nazionali | Coppe continentali | Coppe continentali | Coppe continentali | Altre coppe | Altre coppe | Altre coppe | Totale | Totale |
| Stagione             | Squadra              | Comp                 | Pres       | Reti       | Comp            | Pres            | Reti            | Comp               | Pres               | Reti               | Comp        | Pres        | Reti        | Pres   | Reti   |
| -------------------- | -------------------- | -------------------- | ---------- | ---------- | --------------- | --------------- | --------------- | ------------------ | ------------------ | ------------------ | ----------- | ----------- | ----------- | ------ | ------ |
| 2011                 | Metropolitano        | CC+D                 | 2+2        | 0+0        | CB              | 5               | 1               |                    | -                  | -                  | -           | -           | -           | 9      | 1      |
| 2012                 | Metropolitano        | CC+D                 | 15+2       | 1+0        | CB              | 6               | 0               |                    | -                  | -                  | -           | -           | -           | 23     | 1      |
| gen.-mag. 2013       | Metropolitano        | CC+D                 | 16+0       | 1+0        | CB              | 0               | 0               |                    | -                  | -                  | -           | -           | -           | 16     | 1      |
| Totale Metropolitano | Totale Metropolitano | Totale Metropolitano | 37         | 2          |                 | 11              | 1               |                    | -                  | -                  |             | -           | -           | 48     | 3      |
| mag.-dic. 2013       | América-MG           | B                    | 30         | 4          | CB              | 2               | 0               |                    | -                  | -                  | -           | -           | -           | 32     | 4      |
| 2014                 | América-MG           | CM+B                 | 11+34      | 0+5        | CB              | 3               | 0               |                    | -                  | -                  | -           | -           | -           | 48     | 5      |
| Totale América-MG    | Totale América-MG    | Totale América-MG    | 75         | 9          |                 | 5               | 0               |                    | -                  | -                  |             | -           | -           | 80     | 9      |
| 2015                 | Palmeiras            | A                    | 12         | 1          | CB              | 6               | 1               |                    | -                  | -                  | -           | -           | -           | 18     | 2      |
| 2016                 | Kyoto Sanga          | J2                   | 38         | 5          | CI              | 1               | 0               |                    | -                  | -                  | -           | -           | -           | 39     | 5      |
| 2017                 | Chapecoense          | CC+A                 | 17+17      | 4+1        | PL+CB           | 1+2             | 0               | CL                 | 4                  | 1                  | RS          | 2           | 0           | 42     | 6      |
| 2017-2018            | Nantes               | L1                   | 25         | 1          | CF+CdL          | 1+1             | -               |                    | -                  | -                  | -           | -           | -           | 27     | 1      |
| 2018-2019            | Nantes               | L1                   | 20         | 2          | CF+CdL          | 3+2             | 0               |                    | -                  | -                  | -           | -           | -           | 25     | 2      |
| 2019-2020            | Nantes               | L1                   | 25         | 1          | CF+CdL          | 1+2             | 0               |                    | -                  | -                  | -           | -           | -           | 28     | 1      |
| 2020-2021            | Nantes               | L1                   | 34+2       | 1          | CF              | -               | -               |                    | -                  | -                  | -           | -           | -           | 36     | 1      |
| 2021-2022            | Nantes               | L1                   | 36         | 6          | CF              | 5               | 0               |                    | -                  | -                  | -           | -           | -           | 41     | 6      |
| 2022-2023            | Nantes               | L1                   | 36         | 1          | CF              | 3               | 0               | UEL                | 7                  | 0                  | SF          | 1           | 0           | 47     | 1      |
| Totale Nantes        | Totale Nantes        | Totale Nantes        | 178        | 12         |                 | 18              | 0               |                    | 7                  | 0                  |             | 1           | 0           | 204    | 12     |
| 2023-2024            | Al-Taawoun           | SPL                  | 28         | 3          | KC              | 3               | 0               | -                  | -                  | -                  | -           | -           | -           | 31     | 3      |
| 2024-2025            | Al-Taawoun           | SPL                  | 29         | 1          | KC              | 2               | 0               | ACLT               | 11                 | 1                  | SS          | 1           | 0           | 43     | 2      |
| Totale Al-Taawoun    | Totale Al-Taawoun    | Totale Al-Taawoun    | 57         | 4          |                 | 5               | 0               |                    | 11                 | 1                  |             | 1           | 0           | 74     | 5      |
| Totale carriera      | Totale carriera      | Totale carriera      | 392        | 36         |                 | 37              | 1               |                    | 23                 | 2                  |             | 4           | 0           | 454    | 39     |

## Palmarès

### Competizioni statali
- Campionato Catarinense: 1

Chapecoense: 2017

### Competizioni nazionali
- Coppa del Brasile: 1

Palmeiras: 2015
- Coppa di Francia: 1

Nantes: 2021-2022